# Spaniocelyphus stigmaticus
Spaniocelyphus stigmaticus är en tvåvingeart som beskrevs av Friedrich Georg Hendel 1914. Spaniocelyphus stigmaticus ingår i släktet Spaniocelyphus och familjen Celyphidae. Inga underarter finns listade i Catalogue of Life.